# Ujście Odry i Zalew Szczeciński

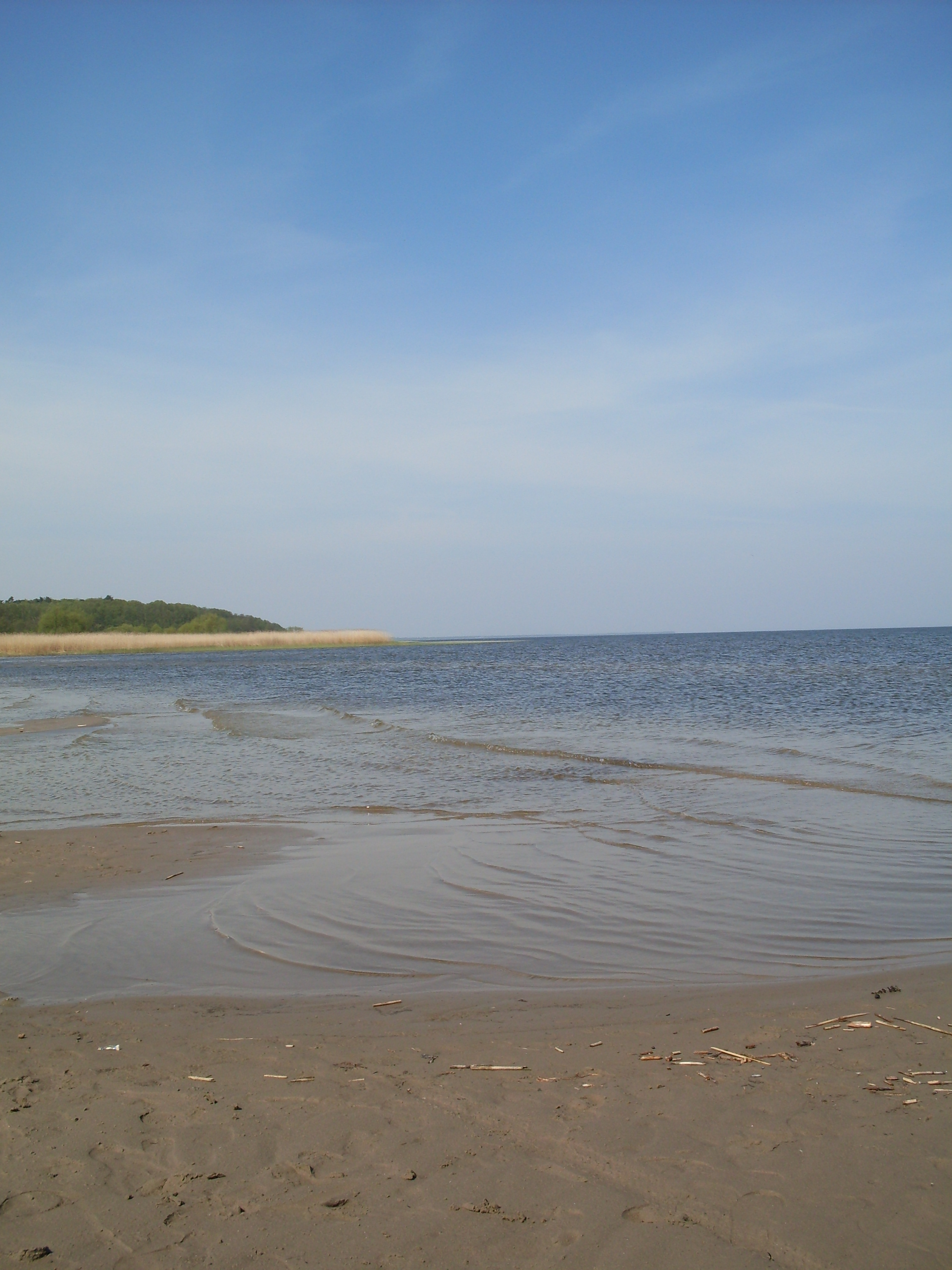
Zalew Szczeciński w Trzebieży

Ujście Odry i Zalew Szczeciński (PLH320018) – obszar mający znaczenie dla Wspólnoty Natura 2000 (projektowany specjalny obszar ochrony siedlisk) o powierzchni 52611,99 ha, utworzony w 2008 roku, obejmujący ujściowy odcinek Odry od Szczecina Skolwina przez Police po Stepnicę i Trzebież, Zalew Szczeciński, Dziwną, Zalew Kamieński i Wyspę Chrząszczewską oraz przybrzeżne fragmenty wysp Wolin i Uznam. 

## Granice
Znajduje się w granicach administracyjnych miast Szczecin, Police, Nowe Warpno, Wolin, Kamień Pomorski, Dziwnów i Świnoujście, oraz gmin powiatów polickiego (gmina Police i gmina Nowe Warpno), goleniowskiego (gmina Goleniów i gmina Stepnica) i kamieńskiego (gmina Wolin, gmina Międzyzdroje, gmina Kamień Pomorski i gmina Dziwnów). 

## Ochrona
Ochronie podlega tu zwłaszcza siedlisko przyrodnicze 1150 – laguny przymorskie, zajmujące 42 tys. ha. Pozostałe 18 typów siedlisk przyrodniczych zajmuje znacznie mniejsze powierzchnie. Przedmiotem ochrony jest tu też 14 gatunków zwierząt.

## Inne formy ochrony przyrody
W granicach obszaru znajdują się rezerwaty Czarnocin i Białodrzew Kopicki.
Niemal całą powierzchnię obszaru „Ujście Odry i Zalew Szczeciński” pokrywają obszary specjalnej ochrony ptaków, również stanowiące część sieci Natura 2000, są to: „Zalew Szczeciński” PLB320009, „Łąki Skoszewskie” PLB320007, „Zalew Kamieński i Dziwna” PLB320011.